# 柳佑益

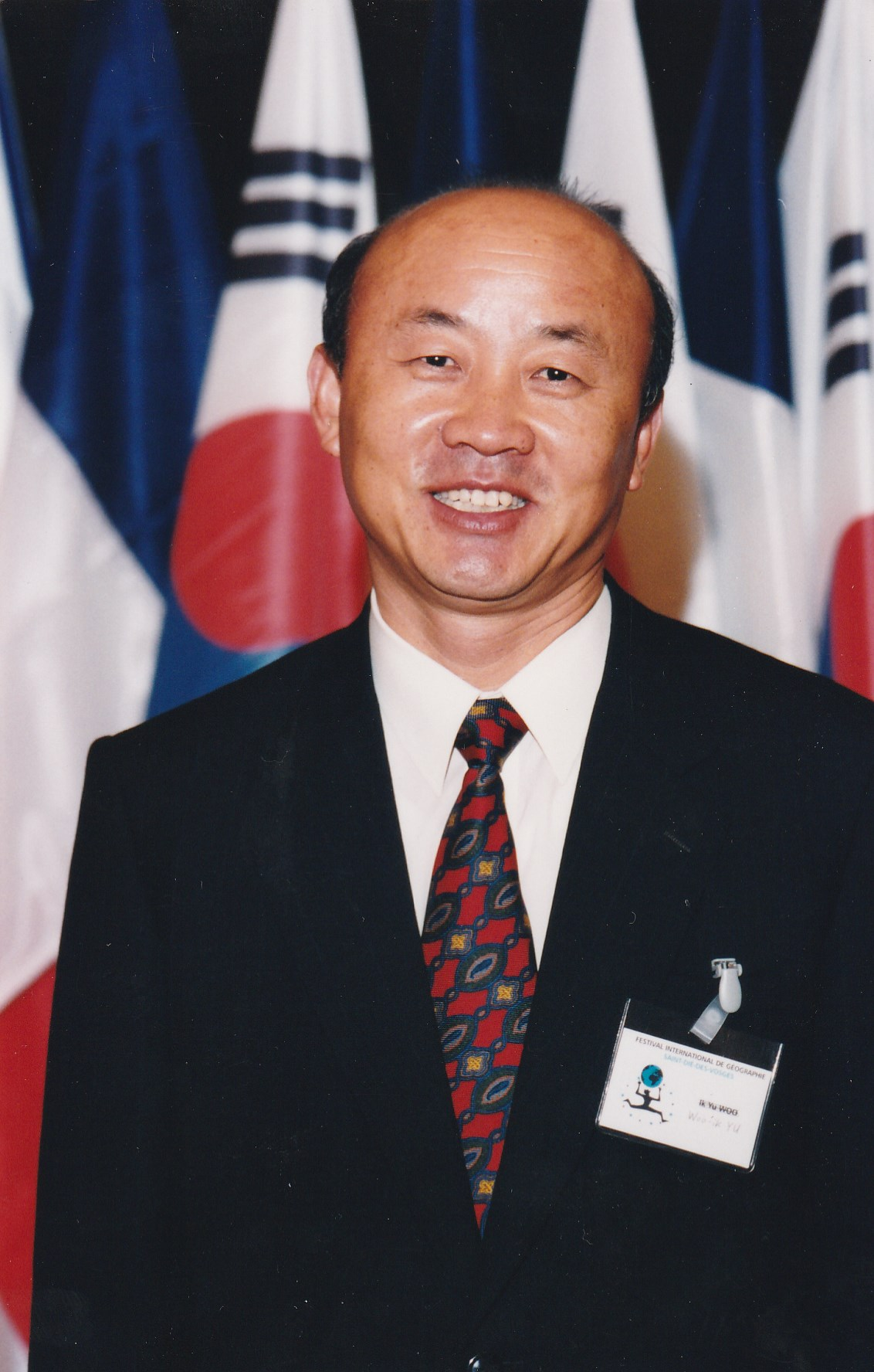
1999年

柳 佑益（ユ・ウイク、朝鮮語: 유우익、1950年1月6日 - ）は、大韓民国の元・政務職公務員、地理学者。西厓柳成龍の末裔で本貫は豊山柳氏。慶尚北道尚州郡（現在の尚州市）生まれ。国際地理学連合 (IGU) 事務局長、駐中国大韓民国大使、統一部長官などを歴任した。
元国軍機務司令官の金鍾泰は従兄である。

## 履歴
尚州高等学校からソウル大学校に進み、地理学科を卒業し、同大学院で修士を取得した後、ドイツ（当時の西ドイツ）のクリスティアン・アルブレヒト大学キールに留学し 、1980年にヴィディートリヒ・バルテルスの下でまとめた「Räumliches Verhalten und Sozialstruktur in Ländlichen Räumen - Ein Vergleich zwischen Schleswig-Holstein und Südkorea.」（「農村地域における空間的行動と社会構造 - シュレースヴィヒ＝ホルシュタイン州と大韓民国の比較」）により、地理学博士の学位を得た。 その後、帰国した柳は、ソウル大学校の教授となった。柳はまた、様々な政策提言機関に関わりをもった。
ソウル大学校地理学科教授在職中だった2008年に、柳は2010年までの任期で国際地理学連合 (IGU) の事務局長兼会計責任者となった。同年、李明博が大韓民国大統領に当選すると、柳は大統領秘書室長に任命された。李明博の大統領選挙における公約の大きな柱であった韓半島大運河計画は、柳が実質的に立案したものである。 その後、2009年に駐中韓国大使に任じられて北京へ赴いたが、2010年までIGU事務局長の責務を全うした。2011年に、第36代統一部長官に任命され、2013年まで在職した。

## 著書
- 유우익, 《21세기 국토와 환경》- 대통령자문정책기획위원회연구총서 13, 삶과 꿈, 1998年2月
- 서진영, 유우익, 이원영 (엮은이), 《21세기 한국의 비전》 - 세기적 변화와 한국의 미래 1, 삶과 꿈, 1998年2月
- 유우익, 《장소의 의미》1 - 유우익의 국토기행, 삶과 꿈, 2004年7月
- 유우익, 《장소의 의미》2, 삶과 꿈, 2004年9月